# Iziki
Iziki, hiziki o hijiki (Hizikia fusiforme, sinònim de Sargassum fusiforme), (en japonès: ヒジキ, 鹿尾菜 o 羊栖菜), és una alga comestible filiforme i de mida considerable, ja que pot arribar a mesurar un metre de llargada. Creix de manera silvestre en les roques litorals del Japó, Corea i la Xina. És una alga típica de la gastronomia japonesa i ha guanyat interés donat el seu valor nutricional i les seves aplicacions farmacològiques. Malgrat això, estudis recents revelen que l'alga aporta quantitats d'arsènic potencialment tòxiques.
Les algues iziki formen part de la dieta tradicional japonesa des de fa segles, sent característiques pel seu sabor intens. Es consumien a l'estiu, quan les verdures escassejaven, ja que tenen una vida útil llarga; són considerades com a un important aliment en conserva. Son també utilitzades tradicionalment com a herbes medicinals. En el folklore d'aquest país, es diu que contribueixen a la salut i lluïssor dels cabells. És una de les algues més comuns produïdes al Japó juntament amb l'alga wakame.

## Descripció
Sargassum fussiforme és de color groc o marró i presenta fulles cilíndriques, llargues i primes, semblants a les de les branques dels arbres que recobreixen tota la superfície de l’alga. Són simples i lineals, i tenen un àpex agut molt marcat. A la secció transversal de la fulla hi ha criptosomes (petites cavitats presents a la superfície del tal·us amb un ostíol i pèls o filaments i protuberants estèrils). És una estructura present només a les fulles velles.
Les seves branques son dentrítiques d'una longitud considerable. Presenta una ramificació monopòdica en forma d'espiral. Hi ha unes branques que es poden produir estacionalment a partir de l’àpex de l'estípit i poden deixar residus a la part d'aquest.

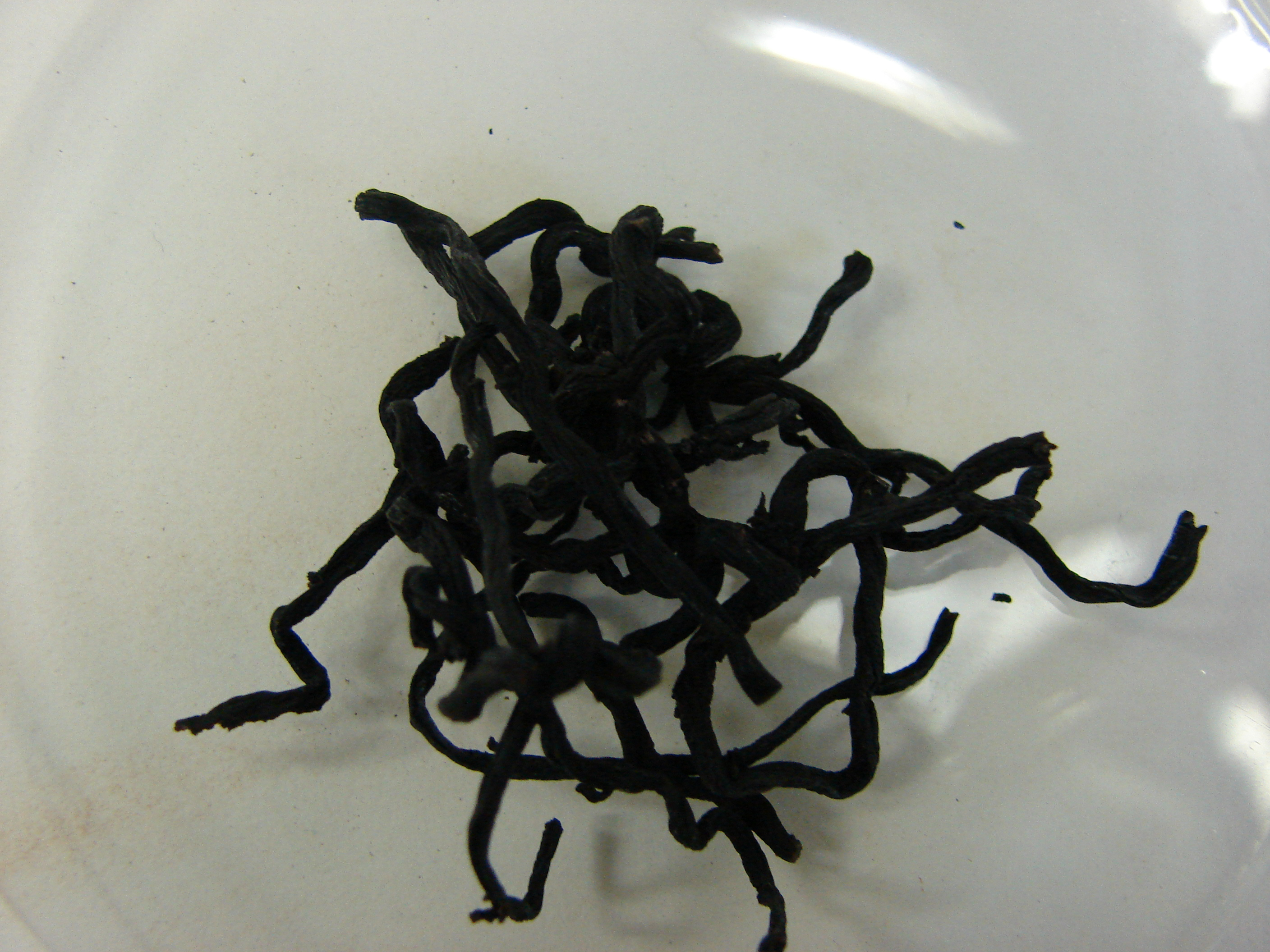
Iziki deshidratat

Algunes espècies emparentades amb aquesta alga presenten vesícules d'aire ovalades o fusiformes adherides a les algues amb l'ajuda d'una tija. L'estructura descrita els permet adoptar una certa flotabilitat a les frondes.
El tal·us de l'alga té un aspecte filiform, cilíndric i és de color gairebé negre. És llenyós i alt, però el seu estípit pot ser curt (pocs centímetres) o llarg (fins a 100 centímetres o més).
El seu pigment accesori és la fucoxantina i la seva substància de reserva és la laminarina.

## Filogènia
Sargassum fusiforme pertany al subfílum Phaeista, gènere Sargassum, molt complex morfològicament i amb una gran diversitat d'espècies. Es troba dins les algues marrons (Phyla Ocrophyta). Alguns investigadors les situen al fílum Phaeophyta.
En aquest gènere, la classificació es basa en aspectes morfològics, degut a que presenten una elevada plasticitat fenotípica.
A més a més, no hi ha un concepte clar entre ficòlegs amb relació a la taxonomia d'aquest grup. Per això tenim acceptades diferents jerarquies.

## Distribució ecològica
Les algues marrons s'han adaptat a una àmplia varietat de situacions ecològiques: s'associen a les roques i poden formar unes agrupacions conegudes com llits de kelp. Normalment trien aigües amb temperatures entre 2°C i 15°C a l'hivern i 21°C i 28°C durant l'estiu.

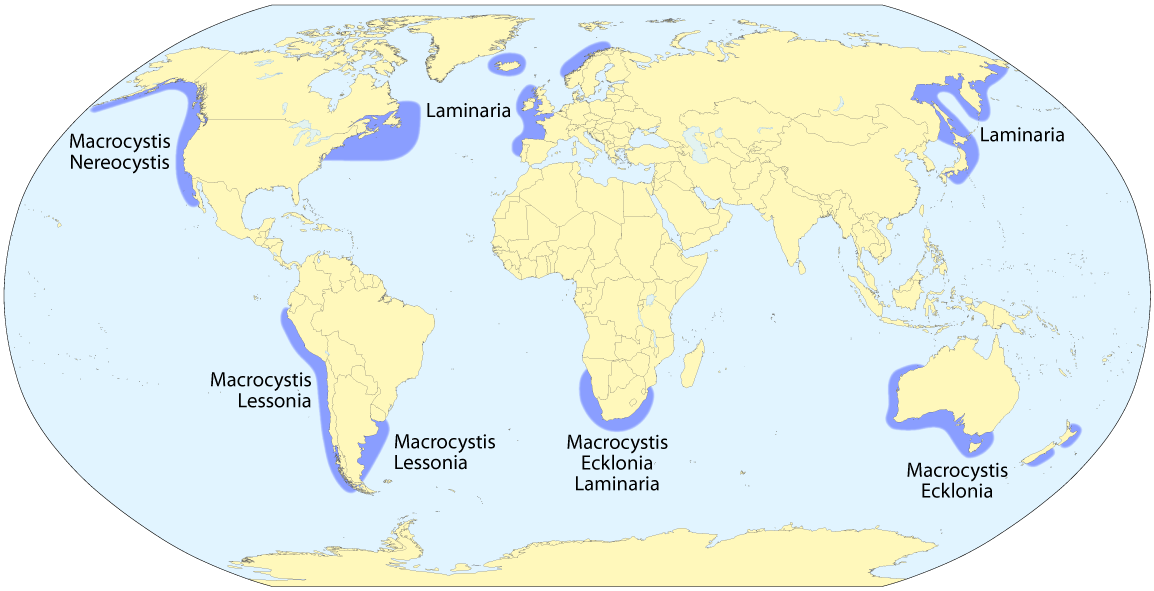
Mapa de la distribució ecològica dels llits de kelp arreu del món.

Les espècies de Sargassum se situen molt properes a esculls rocosos. Es troben en llocs molt específics i els tipus que podem trobar són molt variables. Una gran quantitat de les espècies es distribueixen per tot el Japó, des del sud de Hokkaido fins l'extrem sud de Kyushu. Algunes també creixen al voltant del Pacífic, aquestes són lleugerament diferents a les que creixen al Japó; tenen un allargament més lent i fulles tubulars són més amples.
Concretament, s'han trobat molts sargassos dins la Badia de Wakasa, principalment en zones poc profundes. Aquesta localització correspon al tipus de sediment que hi ha en el fons. Encara que poden créixer en roques, no solen créixer en còdols ni en sòls sorrencs.
Malgrat això, algunes espècies sí que poden colonitzar petxines d'ostres, com és el cas del Mar d'Asokai, degut a que, quan no hi ha molt d'onatge, es considera una bona font d'aliment. Presenten una distribució zonal, podem veure un gradient d'espècies des d'àrees poc profundes, on hi ha més, fins a les àrees més profundes. Es pensa que això és degut a les condicions ambientals, principalment a la llum i a la intesitat d'onatge, però no existeix un motiu clar.
Són espècies que poden fer simbiosi amb epífits, incrementant així la densitat d'organismes invertebrats (poliquets, gasteròpods, crustacis) i també poden servir com substrat o aliment per altres espècies de peixos, com ara el peix lleó.

## Estructures reproductives i dinàmica de població

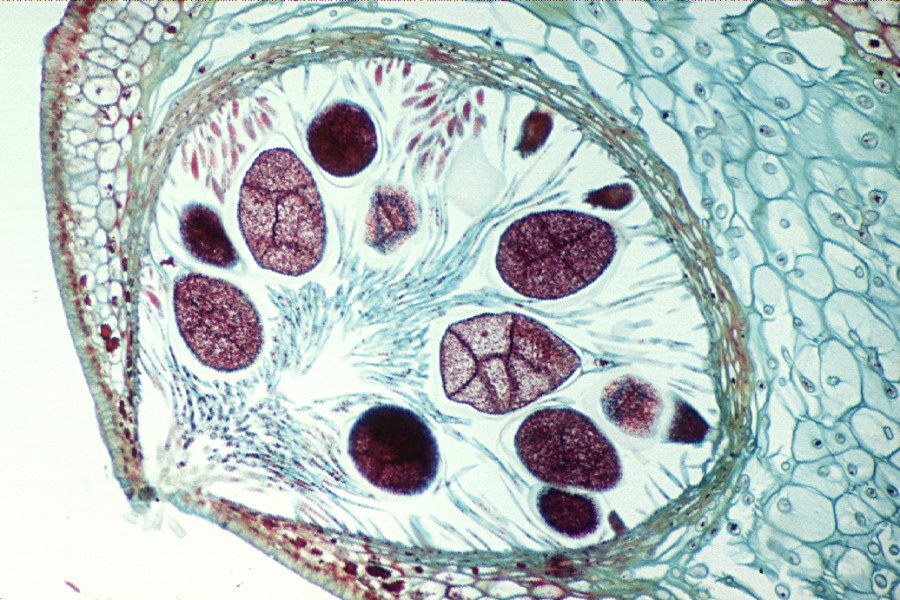
Micrografia: tall transversal d'un conceptacle d'una alga bruna (Fucus). Els sacs més petits corresponen als anteridis i els més grans als oogonis.

La reproducció que desenvolupa es produeix per un tal·lus que pot ser monoic o dioic. Les cèl·lules de dispersió són zoòspores de diferents tipus. Aquestes cèl·lules reproductives es poden acumular en conceptacles (cavitats que es troben dins els receptacles). Els receptacles poden ser unisexuals o bisexuals, simples o ramificats i el seu conceptacle es pot obrir mitjançant un porus.
L'alga presenta un cicle similar al que realitzen la majoria d'espècies del seu gènere, normalment una reproducció sexual. El cicle de Sargassum comença amb gamètes haploides que s'uneixen i originen un zigot diploide (2n), el qual es desenvolupa per formar la fase vegetativa de vida lliure. En els individus adults es formen els receptacles, on es du a terme la meiosi, generant aquests gàmetes.
Estudiant la dinàmica poblacional de Sargassum fusiforme en la regió de la costa del Pacífic al Japó s'ha vist que la reproducció sexual d'aquest sargàs es veu influenciada per alguns factors ambientals, com per example canvis estacionaris durant el dia i acumulació específica d'energia. La temperatura de l'aigua i la disponibilitat de llum són factors molt importants per al seu creixement.
La distribució de biomassa en el seus receptacles en comparació amb la biomassa total durant el període de maduració és menor en Sargassum fusiforme que en altres espècies del mateix gènere.
D'altra banda, aquesta alga presenta un creixement continu i un augment de la biomassa des de l'hivern fins a la primavera. Pel que fa a la formació de branques principals és molt activa durant la tardor. Hi ha diversos estudis que també demostren que és persistent i coexisteix amb altres espècies amb una densitat molt elevada. Sargassum fusiforme s'adapta molt bé a les condicions físiques de l'onatge del seu hàbitat.

## Propietats nutricionals
L'alga Iziki és un bon complement alimentari, ja que té un elevat valor nutricional i un contingut calòric baix. És rica en fibra i minerals, i presenta una sèrie de compostos bioactius i metabòlits secundaris de gran interès industrial.
Té un elevat contingut en carbohidrats, aproximadament un 50% del seu pes sec. Un elevat percentatge d'aquests sucres es troben en forma de fibra, la qual representa aproximadament un 11,3% del pes sec. La fibra no és digerible en humans però sí és beneficiosa per a la salut, ja que regula el trànsit intestinal, té la funció de retenir l'aigua i forma part de la femta.
El contingut proteic oscil·la entre el 10-18% del pes sec de l'alga. Les algues brunes presenten baixos nivells de proteïna en comparació amb altres tipus d'algues i plantes terrestres. Tot i així, aquests tipus d'algues són considerades una bona font proteica per a la nutrició humana i animal.
El contingut lipídic representa un 1-2% del pes sec de l'alga. Tot i ser un percentatge reduït, els àcids grassos poliinsaturats son una important font d'energia en les nostres dietes i aporten components de les membranes cel·lulars.
L'alga Iziki és molt rica en minerals; generalment les algues marines presenten un contingut més elevat en minerals que les plantes terrestres, convertint-les en una font directa de minerals en les dietes humanes. Alguns dels principals minerals que es troben en aquest tipus d'alga son el calci, el magnesi, el potassi, el sodi, el fosfat, el ferro, el coure, el manganès i el zinc.
Els compostos bioactius que presenta l'alga estan guanyant importància en la indústria donades les seves potencials aplicacions nutricionals i farmacèutiques. Trobem polisacàrids com l'alginat i el fucoidan, aquest últim amb propietats antiinflamatòries, antitumorals i immunomoduladores. Hi ha presència de polifenols i esterols, com ara el fucosterol, el qual té propietats anticanceroses, antimicrobianes, antioxidants, immunomoduladores, etc. També trobem pigments com els carotenoides i la fucoxantina, amb propietats antioxidants i antitumorals.

### Cultiu i processament
L'alga Iziki és majoritàriament produïda a Chiba, Mie i Nagasaki. S'acostuma a cultivar durant la primavera, ja que passat aquest període l'alga s'endureix. Es recol·lecta amb una falç durant la marea baixa.

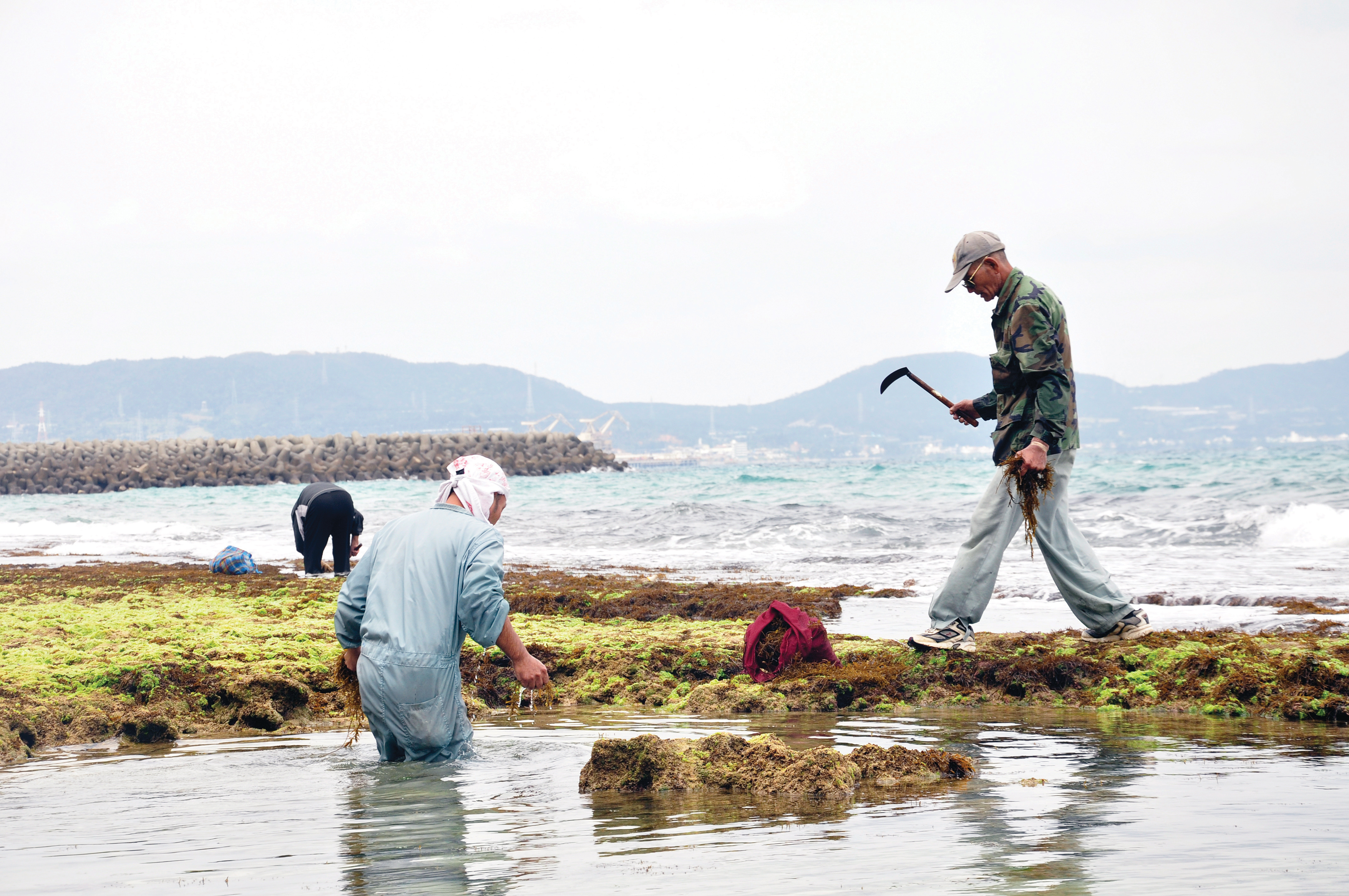
Membres de la comunitat collint les algues Iziki a Camp Courtney (Okinawa, Japó). Cada any, durant la temprada de recol·lecció, la base militar nord-americana obre les portes perquè els pescadors cullin l'alga.

Les algues crues no són comestibles degut a la presència d'arsènic inorgànic. Són recol·lectades, s'assequen al sol, s'empaqueten i s'envien a la empresa processadora. Allà es dona la rehidratació; les algues són netejades i salades, se li treuen les fulles i tiges sobrants i es lliguen en manats. A continuació es couen al vapor durant aproximadament de 2 a 6 hores. L'alga és considerada de bona qualitat si agafa una coloració negre fosc, presenta una textura ferma i té bon gust després de la rehidratació.
Posteriorment, les algues es tornen a assecar i finalment són envasades per ser enviades al consumidor. La tècnica basada en rehidratar, escalfar i assecar aconsegueix eliminar el gust astringent de l'alga i també li permet adquirir la textura i característiques adequades per a la seva conservació.
L'alga arriba al consumidor assecada i a continuació es rehidrata per a la seva manipulació. Generalment es couen a foc lent en grans quantitats de salsa de soia, fent-ne una barreja bastant salada.

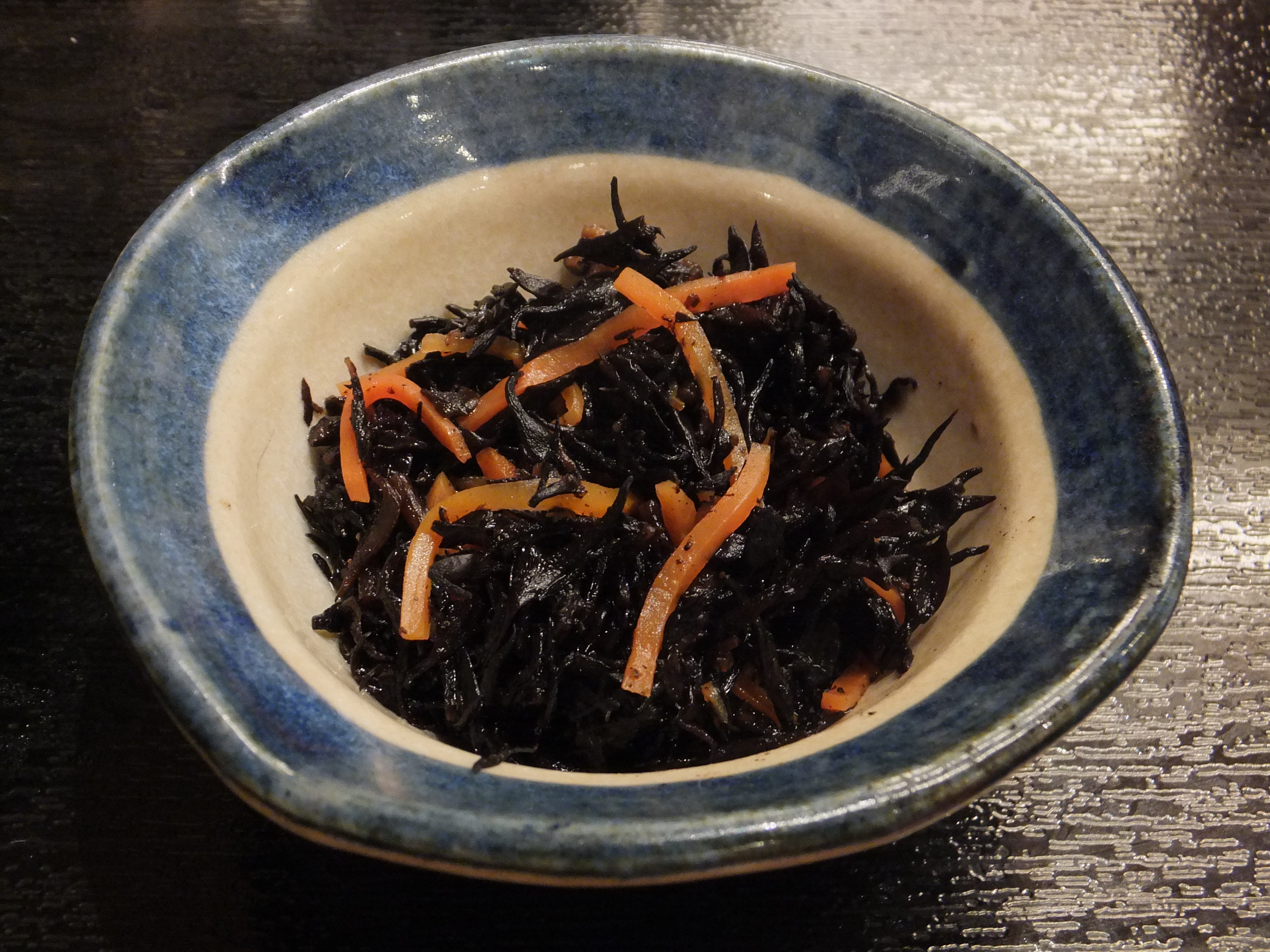
Iziki bullit

Tradicionalment es cuina amb tubercles, tofu fregit, soia, fongs xiitake, pollastre, sucre i brou dashi per a l'elaboració de guisats. També és utilitzada en una àmplia varietat d'altres plats, com ara l'arròs mixte, amanides, tempura o bé la sopa de miso. És molt comú utilitzar-la com a guarnició.

## Aplicacions farmacològiques

### Inducció d'apoptosi i activitat anticancerosa
Comprendre l'apoptosi associada a les malalties és molt important, ja que pot aportar informació fonamental sobre l'etiologia d'aquesta i ajudar a escollir el tractament òptim.

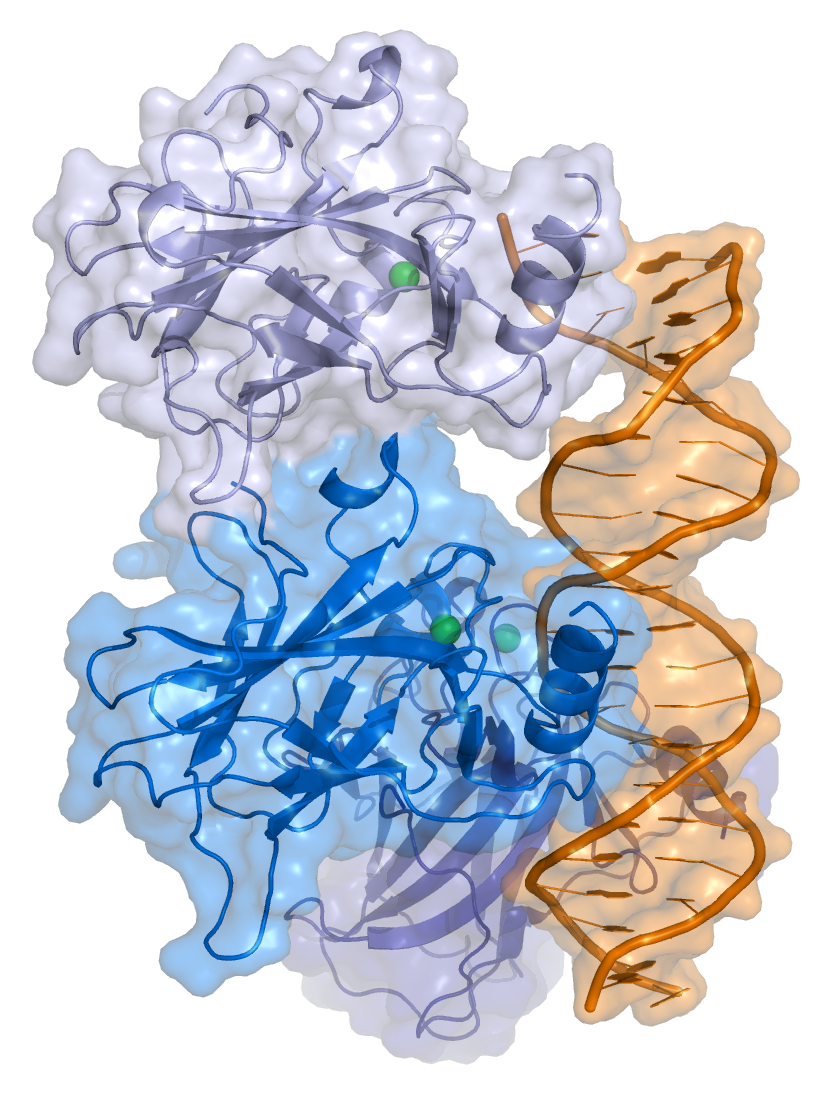
Estructura tridimensional de la proteïna p53

El càncer implica un desequilibri entre la divisió i la mort cel·lular en el qual les cèl·lules que han de morir no reben els senyals corresponents. La regulació a la baixa del gen supressor de tumors p53 condueix a una reducció de l'apoptosi i, en conseqüència, a un major creixement i desenvolupament de cèl·lules tumorals. A més, la inactivació d'aquest gen s'associa a diferents càncers humans. És per aquest motiu pel qual provocar una apoptosi dirigida és terapèuticament rellevant per tal de tractar el càncer.
En diferents estudis s'ha pogut veure com l'administració via oral de polisacàrids de Sargassum fusiforme a ratolins inoculats amb cèl·lules de carcinoma hepàtic cel·lular humà (HepG2), han provocat efectes estimulants sobre l'apoptosi en aquestes cèl·lules. També s'ha vist com aquests indueixen l'apoptosi de la línia cel·lular de càncer gàstric humà i l'avaluació dels efectes antitumorals enfront l'adenocarcinoma de pulmó humà han mostrat un impediment de la proliferació cel·lular i el creixement tumoral in vivo'.
Després de tots aquests resultats es creu que Sargassum fusiforme pot arribar a ser una part destacada de la teràpia contra el càncer.

### Activitat antibacteriana
S'ha estudiat l'activitat antibacteriana de Sargassum fusiforme davant de patògens humans gramnegatius i grampositius com Escherichia coli, Staphylococcus aureus, Bacillus subtilis i Enterobacter aerogenes entre d'altres.
Estudis in vitro de fenols d'algues han mostrat que l'extracte metanòlic de Sargassum fusiforme té una alta activitat antibacteriana contra E.coli i que l'extracte etanòlic del mateix promou l'activitat antibacteriana contra B.subtilis. A més, en un altre estudi, s'han comparat els efectes inhibitoris de diferents compostos (metanol, éter dietílic, etanol...) enfront dels extractes de diferents algues i s'ha vist que l'extracte de S.fusiforme produeix els efectes inhibitoris més forts.
S'ha vist també que els florotanins extrets de S.fusiforme presenten activitat antiquòrum sensing contra Chromobacterium violaceum en reduir el pigment porpra. A més, també redueix la producció de factors de virulència i la formació de biopel·lícules i és capaç de reduir la mortalitat causada per la infecció de Pseudomonas aeruginosa en Caenorhabditis elegans in vitro.
Els resultats que s'han observat mostren que aquesta alga és un agent que promet en la lluita contra els bacteris multiresistents, que representen un gran repte en l'àmbit clínic.

### Activitat fotoprotectora
Les plantes i altres organismes autòtrofs tenen mecanismes fotoprotectors, que són processos bioquímics que protegeixen contra la radiació solar evitant l'estrès oxidatiu. La radiació solar conté una varietat d'espectres electromagnètics, inclosos els rajos UV, que poden causar càncer de pell. La pell és l'òrgan més gran i visible i es veu molt afectada pels factors ambientals, ja que està contínuament exposada a estímuls ambientals, com l'aire, contaminants ambientals i radiació UV solar. Aquesta radiació pot provocar canvis físics, canvis immunològics, com inflamació i alteracions en la cicatrització de ferides, i danys en el DNA, promovent així senescència cel·lular i la carcinogènesi.
S.fusiforme redueix la pèrdua d'aigua a través de la pell i protegeix l'estructura cutània i els òrgans immunitaris. Els polisacàrids d'aquesta alga han demostrat propietats estructurals i efectes protectors davant la radiació UV en ratolins eliminant les espècies reactives d'oxigen intracel·lulars (ROS) augmentant l'activitat de la catalasa i la superòxid-dismutasa i reduint els nivells de malondialdehid. Aquests resultats suggereixen que aquesta alga podria usar-se com a complement alimentari funcional per obtenir la protecció de la pell.
També s'ha vist que la degradació de col·lagen de la pell i la formació d'arrugues són suprimides pels polisacàrids de S.fusiforme, fet que podria ser d'importància per les indústries cosmètiques i per les teràpies de bellesa.

### Efectes antiosteoartrítics
L'artrosi és un tipus d'inflamació que afecta a la membrana sinovial i al cartílag i condueix a la degradació del teixit ossi subcondral sent la forma més comuna d'artritis. Nombroses persones grans la pateixen i és una de les causes predominants de discapacitat i dolor en adults.
Els extractes de Sargassum fusiforme mostren efectes inhibitoris sobre malalties degeneratives com l'osteoartritis in vivo i in vitro. Amb el cultiu primari de condròcits de rata i un model d'aquesta amb osteoartritis induïda, l'extracte de S.fusiforme és capaç d'augmentar la supervivència cel·lular així com els factors anabòlics i inhibir significativament els catabòlics.
Per tant, els extractes etanoics d'aquesta alga poden ser agents terapèutics d'interès per al tractament de l'artrosi degenerativa.

### Efectes neuroprotectors
El fucoesterol extret de Sargassum fusiforme eleva significativament els nivells de dopamina, norepinefrina i el metabòlit de l'àcid 5-hidroxiindolacètic, per tant, els seus efectes es poden atribuir a la regulació dels neurotransmissors. El fucoesterol de l'alga pot ser una opció terapèutica per tractar la depressió i pot servir per a la producció de compostos útils per al tractament d'altres trastorns degeneratius.
També s'ha descrit que l'alga conté un compost neuroprotector capaç d'inhibir significativament la producció de monòxid de nitrogen estimulada per lipopolisacàrids. D'aquesta manera es suprimeix l'expressió de la NO sintasa induïble en la microglia i s'inhibeixen les citocines proinflamatòries i l'activació del factor de necrosi tumoral B.
A més, un polisacàrid extret de l'alga ha estat capaç de millorar capacitats cognitives de ratolins tractats amb fàrmacs en models de pèrdua de memòria.

## L'arsènic i l'alga

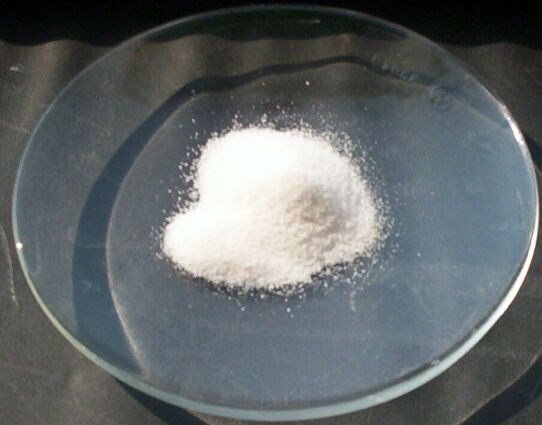
Mostra d'arsènic

L'Arsènic és un metal·loide natural que es pot trobar tant en forma orgànica com inorgànica. Els compostos inorgànics es troben en sòls, sediments i aigües subterrànies. Apareix de manera de natural, o bé, com a resultat d’activitats humanes com la mineria o les indústries que l’utilitzen. La principal via d’exposició dels humans al compost és amb la ingesta d’aliments que el contenen, sobretot, aquells d’origen aquàtic.
A l’alga iziki s'ha identificat elevades concentracions d’Arsènic inorgànic que han fet saltar l’alarma de diverses organitzacions de seguretat alimentària arreu del món.
Les agències governamentals de control de seguretat alimentària que recomanen evitar el consum de hijiki inclouen:
- Agència canadenca d'inspecció d'aliments (CFIA)[19]
- L'agència d'estàndards alimentaris del Regne Unit (FSA)[19]
- Estàndards alimentaris Austràlia Nova Zelanda (FSANZ)[19]

El Ministeri de Salut, Treball i Afers Socials del Japó, a conseqüència, va respondre a la problemàtica amb un informe recomanant als ciutadans no consumir més de 4,7 grams diaris de l'alga. Tanmateix, el consum d'iziki dels japonesos s'estima en uns 0,9 grams per dia.
Tot i que no s'ha relacionat cap malaltia amb el consum de l'alga iziki, sí que s'ha identificat l'arsènic inorgànic com a causant de diferents malalties, és per això, que no es recomana el seu consum.

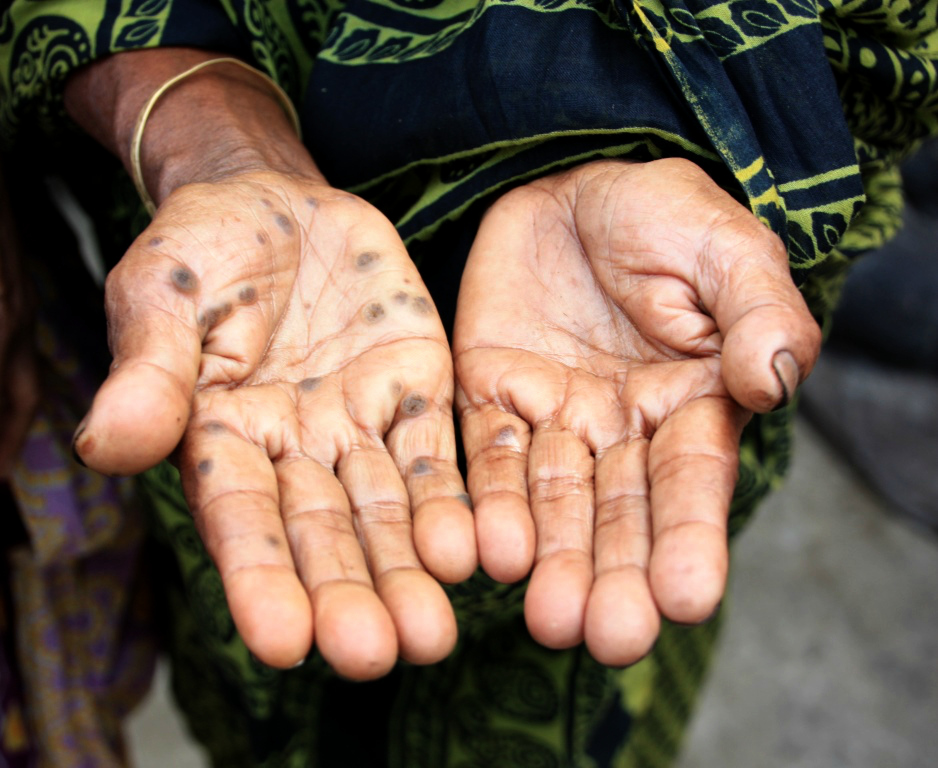
Pigmentacions fosques a les mans a conseqüència d'haver estat en contacte amb aigua contaminada per arsènic.

### Efectes de l'arsènic a salut
L’exposició a l’arsènic pot comportar conseqüències immediates i d'altres a llarg termini. Pel que fa a les immediates, aquestes contaminacions inclouen vòmits, dolor abdominal, diarrea i rampes musculars.
D'altra banda, alguns dels primers símptomes que es desenvolupen a conseqüència de l'exposició al metal·loide és l'aparició de canvis de pigmentació a la pell juntament amb diferents lesions cutànies. Aquests signes poden ser un precursor d'un desenvolupament de càncer de pell.
També, és capaç de desenvolupar càncer de bufeta i de pulmó. De fet, L'Agència Internacional per a la Recerca del Càncer ha classificat l'arsènic i els seus compostos inorgànics en nivell 1 en la classificació de carcinogenicitat.

### Recomanacions per un consum prevenitu
- Evitar sempre que sigui possible el consum de l’alga Iziki, sense deixar de consumir altres algues, ja que contenen alts nivells de minerals i oligoelements com el iode que són beneficiosos per la salut.[18]
- Sotmetre les algues a un procés d’ebullició, amb el qual, es redueix significativament el risc d’exposició a l’arsènic.[18]

## Formes de detectar l'arsènic
L'arsènic pot ser detectat tan a les pròpies algues com al consumidor.

### HPLC-ICP-MS
La cromatografia líquida d'alta resolució o HPLC (de l'anglès, High Performance Liquid Chromatography) és una tècnica utilitzada per a separar, identificar i quantificar diferents compostos químics. Es basa en l'arrossegament per part d'una fase mòbil, que transporta una mostra líquida, per l'interior d'una columna envoltada d'una fase estacionària, composta per molècules que reaccionen de diferent manera amb els diferents compostos de la mostra. En funció de les interaccions d'aquests compostos amb la fase estacionària trigaran més o menys en arribar al detector.
Per a la purificació d'arsènic en productes biològics és molt comú utilitzar carboni 18 (C18) com a fase estacionària i una dilució ascendent d'aigua, com a dissolvent, i metanol, com a solut, per a la elució del mateix, utilitzada com a fase mòbil.
La espectrometria de mases per plasma d'acoblament inductiu o ICP-MS (de l'anglès, Inductively Coupled Plasma Mass Spectrometry) és una tècnica d'anàlisi d'elements i isòtops que detecta la major part dels elements de la taula periòdica inclús a molt baixes concentracions, com els elements traça. Té com a objectiu fer passar petites gotes de la mostra líquida, mitjançant un nebulitzador, a través d'un plasma per tal d'ionitzar els components de la gota positivament i dirigir-los cap a l'analitzador de l'espectrómetre de masses amb ajuda de diferents lents electroestàtiques. Un cop arriben a l'analitzador del masses la suma de càrregues més massa és rebuda per un detector i transformada en un senyal elèctric per un seguit d'elèctrodes. Aquest senyal elèctric és processat per un programa informàtic que transforma el senyal en concentració de l'anàlit.
Aquests dos aparells es troben connectats de manera que quan arriba l'arsènic al detector de l'HPLC comença l'estudi per espectrometria. Encara que l'HPLC sigui una tècnica de purificació no pot distingir entre diferents tipus d'arsènic inorgànic i orgànic. De igual manera, si afegim la mostra directament a l'ICP-MS el nombre d'interferències donades per la composició total de la mostra pot alterar els resultats o, fins i tot, espatllar la maquinària.
Aquesta tècnica pot ser utilitzada tan per la detecció a digestions de l'alga iziki com per a la detecció en molts altres productes biològics, ja siguin altres algues o l'orina d'un pacient amb contaminació per arsènic, per exemple.

### Test de Reinsch
El test de Reinsch és un test ràpid i de baixa complexitat que permet la detecció de diferents tòxics, entre ells l'arsènic o el mercuri, en una mostra provinent d'un pacient intoxicat d'orina, vòmits o vísceres sense pretractamet per a la destrucció prèvia de matèria orgànica. S'utilitza una làmina de coure en la que, dins d'un erlenmeyer o un altre tipus de matràs, s'han afegit la mostra problema i àcid clorhídric. Aquests es calenten de manera que si conté arsènic es forma un precipitat sobre la làmina de coure de color negre mat.
Al tractar-se d'un test ràpid que detecta diferents tòxics requereix confirmació per altres tècniques de detecció de metalls. A més, es tracta d'un mètode qualitatiu.

### Mètode de Gutzeit
El mètode de Gutzeit és un mètode colorimètric que es basa en la detecció d'arsà; es fa pasar un corrent d'hidrogen per la mostra de tal manera que, si aquesta conté arsènic o algún compost d'arsènic, els dos compostos interaccionaran, es reduirà l'arsènic i es formarà l'arsà. Ràpidament el tub es tapa amb un cotó fluix tractat amb acetat de plom sense generar massa pressió, per tal de que la mostra amb arsènic pugui passar a través i que actuarà com a filtre, i a sobre es posa un paper de filtre marcat amb nitrat de plata. Per la pròpia volatilitat de l'arsà, ja que es tracta d'un gas a temperatura ambient, pujarà pel tub i l'arsènic que el compon entrarà en contacte amb el nitrat de plata i donarà coloració entre vermella i marró.
Existeix una modificació d'aquest mètode en la qual tenim el nostre matràs amb la mostra connectat a un tub, per tal de que l'arsà, un cop volatilitzat, no es perdi. En aquest tub trobem una clau, que s'obrirà manualment quan el corrent d'hidrogen hagi passat per la mostra. L'arsà passarà pel tub fins a arribar a una solució de dietilditiocarbamat de plata en excés, on es produirà la reacció. D'aquesta manera podem recuperar el contingut de la reacció, en aquest cas líquid, i quantificar el canvi de coloració mitjançant un espectrofotòmetre, utilitzant el dietilditiocarbamat com a blanc.
Aquesta tècnica s'utilitza per a la detecció d'arsènic en mostres d'orina, però aquesta ha de ser mineralitzada prèviament en condicions oxidants, per tal de que l'arsènic no es volatilitzi. Es pot utilitzar una mescla d'àcid nítric, àcid sulfúric i àcid perclòric.

### Espectroscòpia d'absorció atòmica
L'espectroscòpia d'absorció atòmica (EAA) és una tècnica que es basa en la irradiació d'un àtom a una determinada longitud d'ona, el qual s'excita i canvia la seva configuració electrònica, i la recepció de l'energia emesa quan torna al seu estat basal, a una longitud d'ona determinada. En funció de la quantitat de radiació rebuda, que equival a la quantitat de radiació emesa després de la irradiació, podem determinar la concentració d'un anàlit en una mostra. El feix de radiació específic de l'arsènic oscil·la en longituds d'ona d'entre 193,7 i 197,2 nanòmetres (nm).
Per a que aquesta tècnica funcioni es necessita atomitzar els compostos d'arsènic. El mètode més utilitzat és la flama d'aire-acetilè, que permet augmentar la temperatura lo suficient com per a atomitzar gairebé qualsevol compost, com a màxim de 2.300°C, amb una flama transparent. L'atomització es fa a l'hora de la mesura amb espectroscòpia, per tal de que no es refredi la mostra i tornin a formar-se els compostos estables. A més, la flama només mostra autoabsorció als 230nm, el que permet la mesura d'arsènic sense donar interferències.
Aquesta tècnica, però, no és capaç de distingir entre els diferents compostos d'arsènic, degut al tractament previ que requereix.